# Viện Hàn lâm Khoa học Quốc gia Azerbaijan
Viện hàn lâm Khoa học quốc gia Azerbaijan (tiếng Azerbaijan: Azərbaycan Milli Elmlər Akademiyası, viết tắt là AMEA; tiếng Anh: Azerbaijan National Academy of Sciences, viết tắt là ANAS), là viện nghiên cứu khoa học hàng đầu của Azerbaijan, trụ sở ở thành phố Baku.

## Lịch sử
Viện được thành lập năm 1935 với tên là "Hội nghiên cứu Khoa học Azerbaijan", ban đầu trực thuộc Đại học quốc gia Baku, sau đó trực thuộc Viện hàn lâm Khoa học Liên Xô.
Năm 1945, Hội đồng Ủy viên Nhân dân của Liên Xô ra lệnh cho Hội này tổ chức lại thành Viện hàn lâm Khoa học của Cộng hòa xã hội xô Viết Azerbaijan. Trong những năm đầu, Viện có 15 viện sĩ, trong đó có Uzeyir Hajibeyov và Samad Vurgun.
Trụ sở của Ban chủ tịch Viện hiện nay ở tòa nhà Ismailiyya lịch sử trên đường Istiglaliyyat ở trung tâm thành phố Baku.

## Tổ chức
Viện hàn lâm Khoa học quốc gia Azerbaijan chia thành 5 ban ngành:
- Vật lý học, Toán học và Khoa học kỹ thuật
- Hóa học
- Khoa học Trái Đất
- Sinh học
- Khoa học Nhân văn và Xã hội học

Viện có các chi nhánh ở thành phố Ganja, Shaki và Lankaran.

### Ban Vật lý học, Toán học và Khoa học kỹ thuật
- Viện Vật lý
- Viện Điều khiển học
- Viện Toán học và Cơ học
- Đài Vật lý thiên văn Shemakha
- Viện vấn đề bức xạ
- Viện Công nghệ Thông tin

### Ban Hóa học
- Viện xử lý Hóa Dầu (Petrochemical)
- Viện vấn đề Hóa học
- Viện các chất phụ gia Hóa học
- Viện vật liệu Polyme
- Nhà máy công nghiệp thực nghiệm của Viện xử lý Hóa Dầu

### Ban Khoa học Trái Đất
- Viện Địa chất học
- Viện Địa lý học Heydar Aliyev

### Ban Sinh học
- Viện Thực vật học
- Viện Động vật học
- Viện tài nguyên di truyền thực vật
- Viện Sinh lý học
- Viện Hóa học đất và Nông nghiệp
- Viện Vi sinh vật học
- Vườn thực vật trung ương
- Vườn cây gỗ Mardakan

### Khoa học Nhân văn và Xã hội
- Viện Lịch sử
- Viện Khảo cổ học và Dân tộc học
- Viện Kinh tế học
- Viện nghiên cứu Triết học, Chính trị và Luật pháp
- Viện nghiên cứu phương Đông
- Viện nghiên cứu Nhân quyền
- Viện Văn học
- Viện Ngôn ngữ học
- Viện các bản viết tay
- Viện Kiến trúc và Nghệ thuật
- Nhà bảo tàng lịch sử Azerbaijan
- Nhà bảo tàng văn hóa Azerbaijan
- Nhà bảo tàng Hussein Javid
- Viện Văn học dân gian

## Các viện sĩ
Viện hàn lâm Khoa học quốc gia Azerbaijan có hai loại viện sĩ: viện sĩ hoạt động và viện sĩ thông tấn. Hiện nay Viện có 57 viện sĩ hoạt động và 104 viện sĩ thông tấn. Chức viện sĩ là do bầu chọn. Ngoài ra viện cũng trao chức viện sĩ danh dự cho những nhà khoa học xuất sắc.

## Các chủ tịch

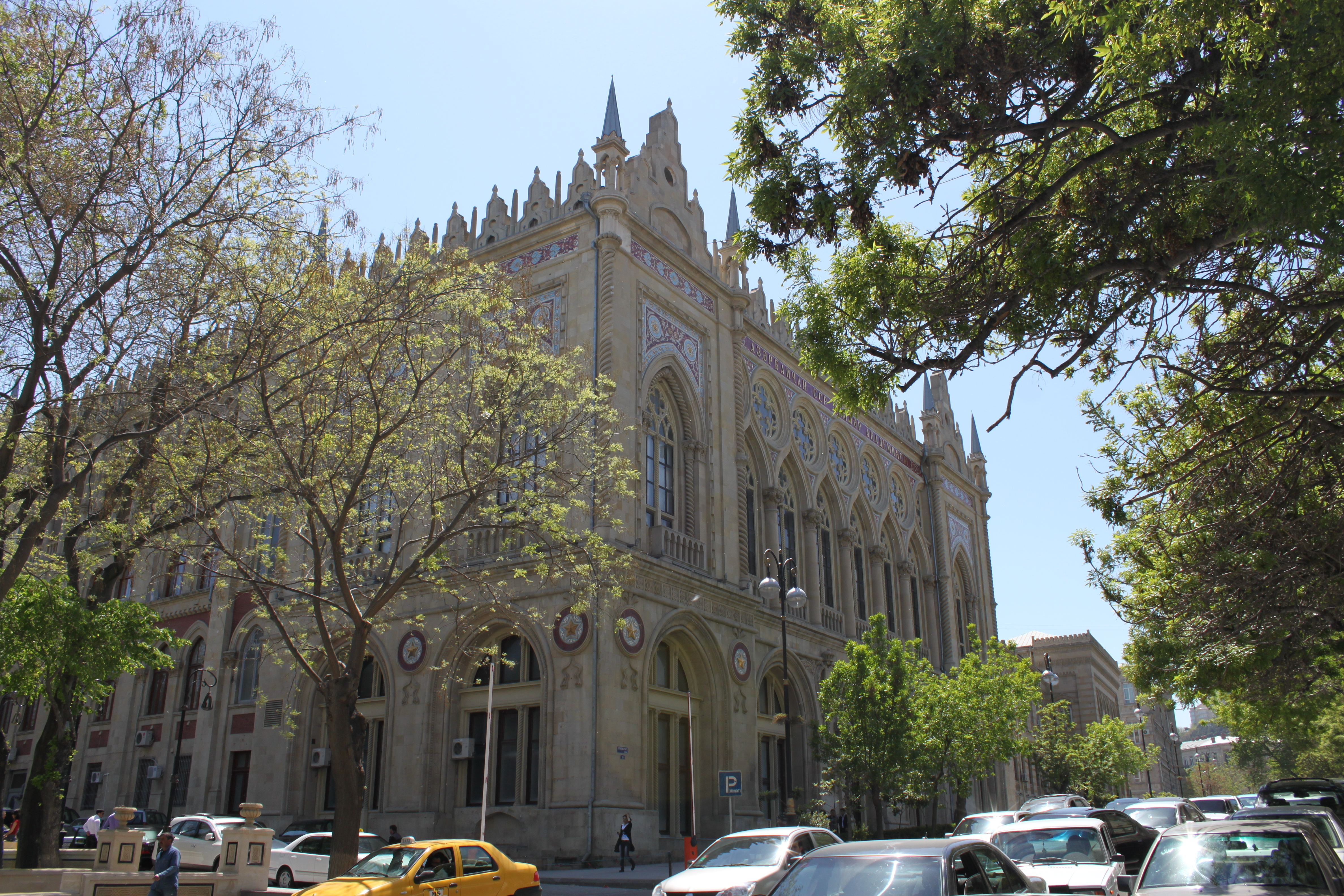
Viện hàn lâm Khoa học quốc gia Azerbaijan nằm ở một trong những đường phố sầm uất nhất Baku

Nhân vật điều hành chính của Viện là vị chủ tịch viện do các viện sĩ bầu chọn.
| Tên chủ tịch            | Nhiệm kỳ            |
| ----------------------- | ------------------- |
| Mir-Asadulla Mirgasimov | 1945–1947           |
| Yusif Mammadaliyev      | 1947–1950 1958–1961 |
| Musa Aliyev             | 1950–1958           |
| Zahid Khalilov          | 1961–1967           |
| Rustam Ismayilov        | 1967–1970           |
| Hasan Abdullayev        | 1970–1983           |
| Eldar Salayev           | 1983–1997           |
| Faramaz Magsudov        | 1997–2000           |
| Mahmud Karimov          | 2000–               |